# ベディヴィア

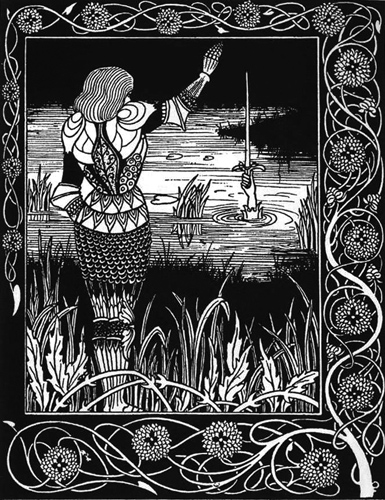
エクスカリバーを水に投げ入れるベディヴィア卿。 オーブリー・ビアズリー, 1894年

ベディヴィア卿（ベディヴィエールとも、英語: Bedivere、ウェールズ語: Bedwyr、フランス語: BédoierもしくはBédivere）はアーサー王伝説に登場する円卓の騎士の一人。エクスカリバーを湖の貴婦人に返還した人物として知られる。アーサー王に儀仗官（Marshal）として仕え、ケイ卿やガウェイン卿らと並んで古くからアーサー王伝説に登場する。兄弟にルーカン卿、いとこにグリフレット卿がいる。
ウェールズの伝承ではベドウィル・ベドリバント（「恐るべき膂力のベディヴィア」の意）というあだ名で呼ばれ、隻腕の屈強な戦士として描かれている。息子アムレン（Amren）と娘エネヴァウク（Eneuawc）という2人の子供がいるとされる。
日本の文献では主にベディヴィアとベディヴィエールの二通りの表記がある。英語名Bedivere（IPA：[bédɪvɪə]）の原音に近い表記はベディヴィアだが、ベディヴィエールとする文献もある。

## 中世
マビノギオンに収められた『キルッフとオルウェン』では、ベディヴィア（ベドウィル）はキルッフの冒険に同伴した騎士の一人で、彼の槍一突きは他の者の九突きに匹敵し、「隻腕にもかかわらず、同じ戦場でほかの三人の騎士より早く敵に血を流させた」という。『聖カドック伝』（1100年頃）では、グウィンスグ王国の王グウィンスィウがブリケイニオグ王国の王女聖グラディスを誘拐した事件をアーサーやケイと共に解決している。このようにベディヴィアは最初期のアーサー王伝説からその名が見られ、このことから実在の人物であったのではないかと考える研究者もいる。
ジェフリー・オブ・モンマスの『ブリタニア列王史』ではアーサー王の重臣として、モン・サン・ミシェルの巨人との戦いに加わっており、ローマ皇帝ルキウス・ティベリウスとの戦いで戦死したとされる。モンマス以降の作品においても基本的にこの立ち位置を維持している。トマス・マロリーの『アーサー王の死』や『頭韻詩アーサー王の死』などの英語系のアーサー王物語では、ベディヴィア卿はカムランの戦いを生き残った数少ない騎士の一人で、致命傷を負ったアーサー王の命を受けて、エクスカリバーを湖に投げ入れ湖の貴婦人に返還する（ただし、フランス語系の物語では騎士グリフレットがこの役割を担っている）。その後、修道院に入り隠者として余生を送ったとされる。

## 現代
ベディヴィアはアーサー王を扱った現代の作品にも頻繁に登場しており、ローズマリー・サトクリフ、ジリアン・ブラッドショー、ジョン・M・フォードやメアリー・スチュアートは彼にグィネヴィアの愛人という、伝統的にランスロットが担っていた役割を与えている。これはランスロットはアーサー王物語群にかなり後になってから付け加えられた人物であり、歴史的にアーサー王物語を描く場合に彼を登場させるのは不適切とされることがあるためである。バーナード・コーンウェルの『小説アーサー王物語』では、エクスカリバーの返還を含むベディヴィアが行った行為の多くは主人公ダーヴェル・カダーンによって行われている。

## 関連書籍
- 渡邉浩司「ベディヴィア」、『神の文化史事典』白水社、2013年、pp.472-473.